# ورزشگاه مونیفیپال دلالینیا دلا کونفپفیون

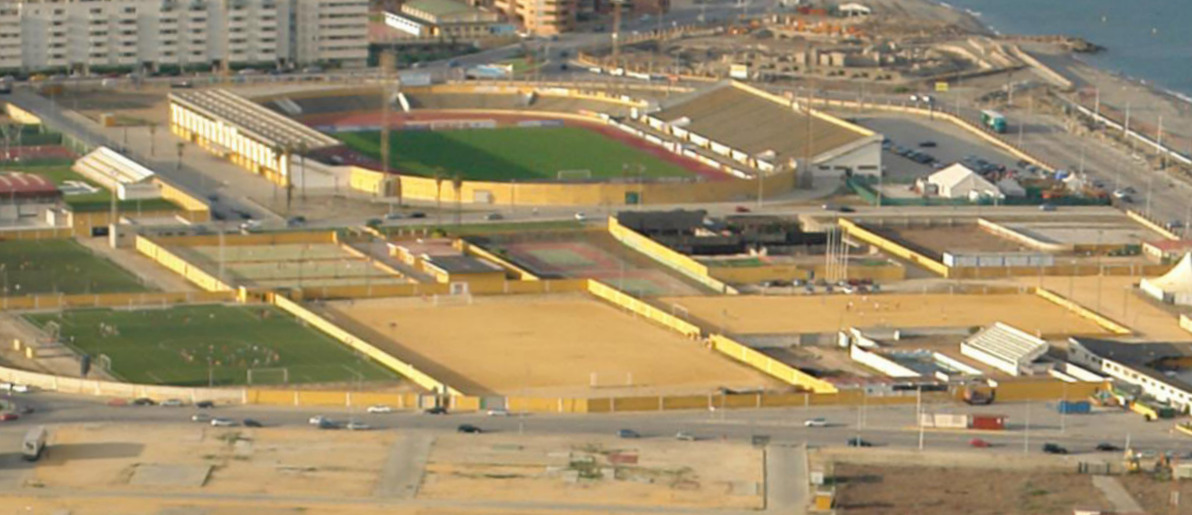
ورزشگاه مونیفیپال دلالینیا دلا کونفپفیون - ۲۰۱۵

ورزشگاه مونیفیپال دلالینیا دلا کونفپفیون (به اسپانیایی: Estadio Municipal de La Línea de la Concepción) با ظرفیت ۲۰٬۰۰۰ نفر یکی از ورزشگاه‌های فوتبال کشور اسپانیا است که در شهر کونفپفیون ایالت اندلس واقع شده‌است. این ورزشگاه در سال ۱۹۶۹ بازگشایی شد و در حال حاضر بازی‌های خانگی باشگاه فوتبال لیننسی در آن برگزار می‌گردد.